# Cheick Oumar Konaté
Cheick Oumar Konaté (* 2. dubna 2004) je malijský profesionální fotbalista, který hraje na pozici obránce za francouzský klub Clermont Foot a malijský národní tým.

## Kariéra
Konaté je mládežnickým produktem domácího klubu FC Guidars. Dne 13. října 2022 podepsal profesionální smlouvu s Clermontem do roku 2027. Oficiálně byl pravým obráncem, ale v klubu začal hrát jako střední obránce. Svůj seniorský a profesionální debut si odbyl v dresu Clermontu jako člen základní sestavy při prohře 2:0 v Ligue 1 s Rennes 19. února 2023.

## Statistiky

### Klubové
Platí k zápasu hranému 13. prosince 2024.
| Klub              | Sezóna            | Liga                   | Liga   | Liga | Národní pohár | Národní pohár | Ostatní | Ostatní | Celkově | Celkově |
| Klub              | Sezóna            | Soutěž                 | Zápasy | Góly | Zápasy        | Góly          | Zápasy  | Góly    | Zápasy  | Góly    |
| ----------------- | ----------------- | ---------------------- | ------ | ---- | ------------- | ------------- | ------- | ------- | ------- | ------- |
| Clermont B        | 2022/23           | Championnat National 3 | 2      | 0    | —             | —             | —       | —       | 2       | 0       |
| Clermont B        | 2023/24           | Championnat National 3 | 1      | 0    | —             | —             | —       | —       | 1       | 0       |
| Clermont B        | Celkově           | Celkově                | 3      | 0    | —             | —             | —       | —       | 3       | 0       |
| Clermont          | 2022/23           | Ligue 1                | 9      | 0    | 0             | 0             | —       | —       | 9       | 0       |
| Clermont          | 2023/24           | Ligue 1                | 19     | 1    | 1             | 0             | 0       | 0       | 20      | 1       |
| Clermont          | 2024/25           | Ligue 1                | 15     | 0    | 0             | 0             | —       | —       | 15      | 0       |
| Clermont          | Celkově           | Celkově                | 43     | 1    | 1             | 0             | 0       | 0       | 44      | 1       |
| Celkově v kariéře | Celkově v kariéře | Celkově v kariéře      | 46     | 1    | 2             | 0             | 0       | 0       | 48      | 1       |

### Reprezentační
Platí k zápasu hranému 19. listopadu 2024.
| Národní tým | Rok     | Zápasy | Góly |
| ----------- | ------- | ------ | ---- |
| Mali        | 2024    | 1      | 0    |
| Celkově     | Celkově | 1      | 0    |